# Nakivubo War Memorial Stadium
Nakivubo War Memorial Stadium – to wielofunkcyjny stadion w stolicy Ugandy, Kampali. Jest obecnie używany głównie dla meczów piłki nożnej. Swoje mecze rozgrywają na nim drużyny piłkarskie UTODA FC i Proline FC. Stadion może pomieścić 15 000 widzów.